# Refektorium

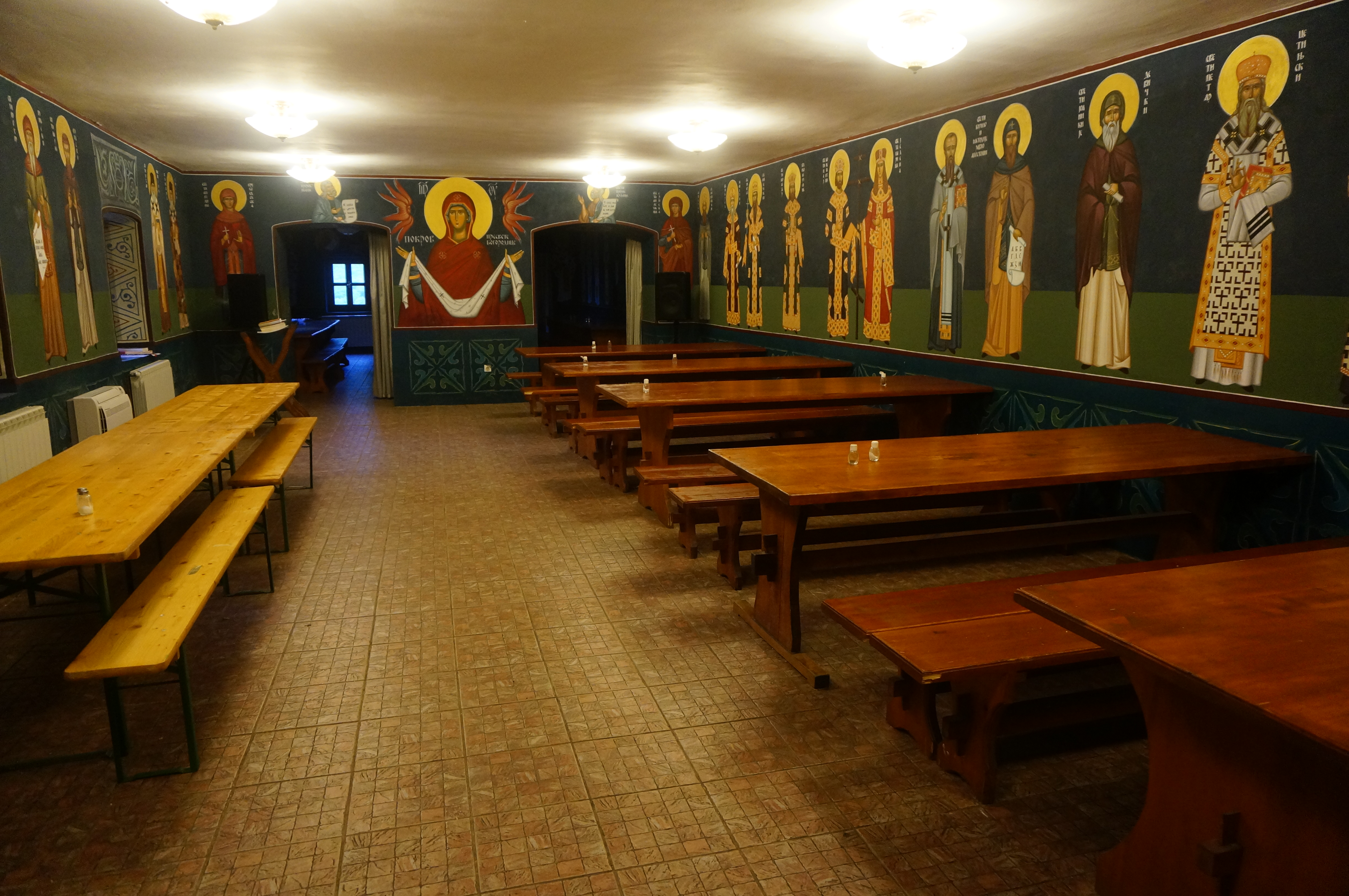
Refektorium des serbisch-orthodoxen Klosters des heiligen Erzengels im Nationalpark Krka in Kroatien

Das Refektorium (von mittellateinisch refectorium ‚Ort der Erquickung‘, zu reficio ‚wiederherstellen, sich erholen, erfrischen‘), auch Remter genannt, ist der Speisesaal eines Klosters. Ursprünglich ein freistehender Bau, wurde das Refektorium in der benediktinischen Tradition häufig mit einem Flügel des Kreuzgangs verbunden. Das Refektorium gehört neben Kirche und Kapitelsaal zu den wichtigsten Räumen eines Klosters.

## Orthodoxe Tradition: Trapesa

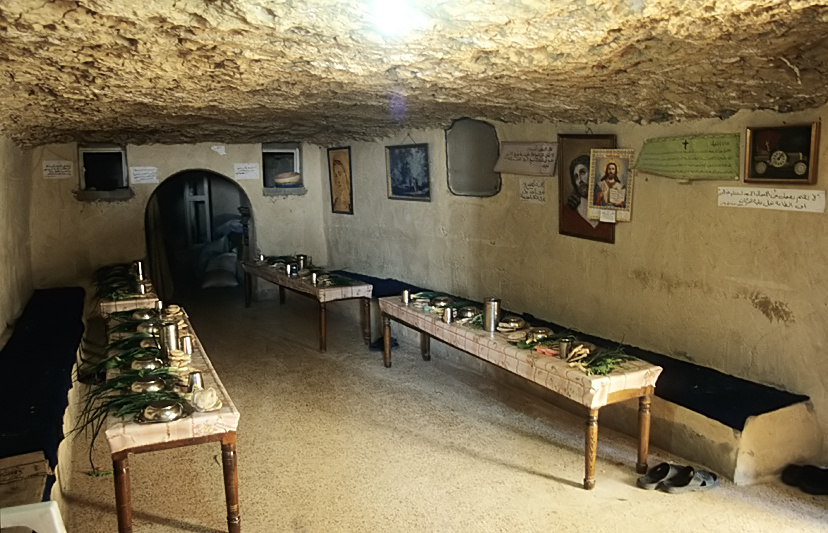
Refektorium im Kloster Deir er-Raiyan in der Libyschen Wüste

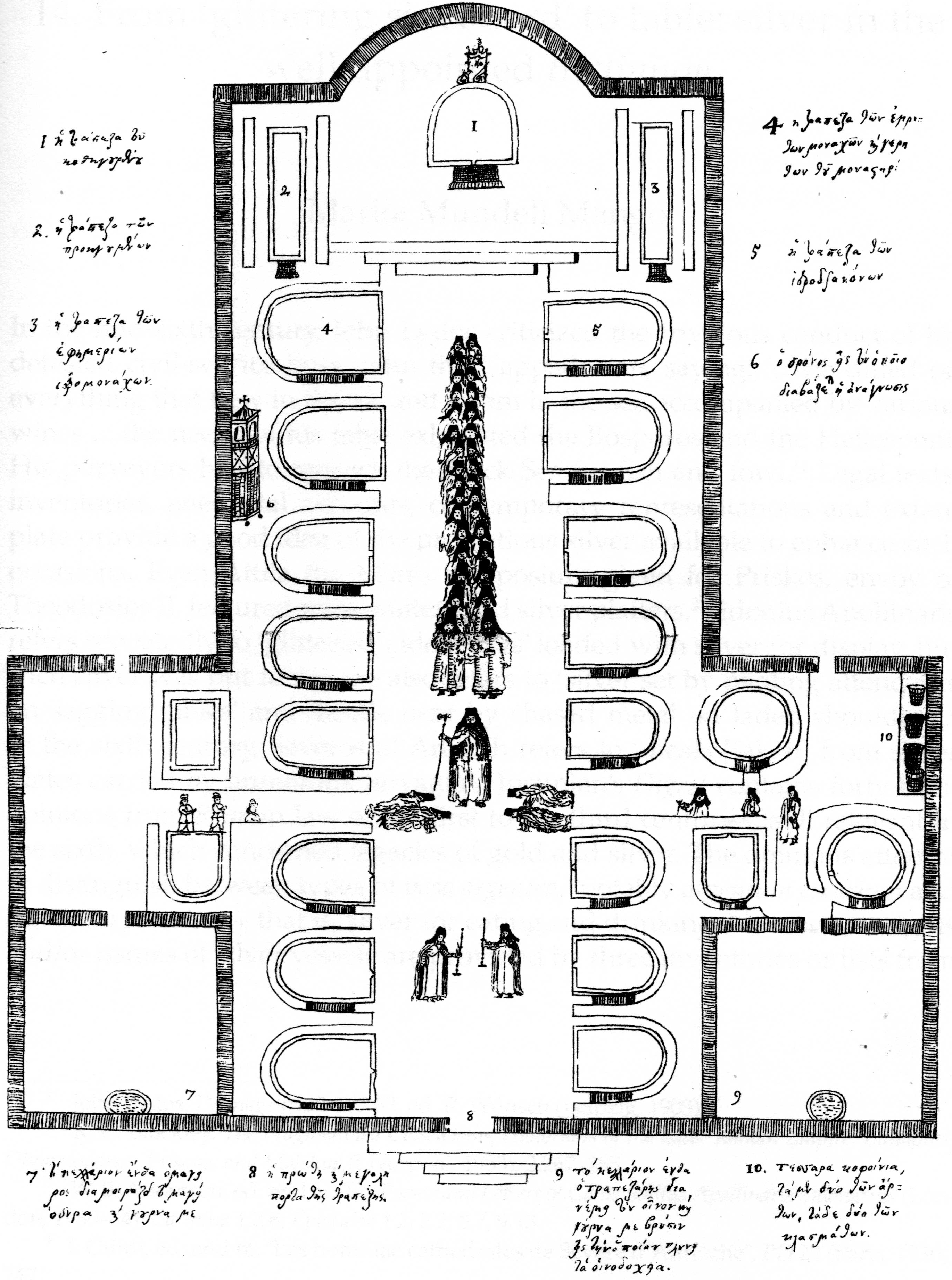
Grundriss der Trapesa mit sigmaförmigen Tischen in der großen Lawra auf dem Athos (18. Jahrhundert)

In orthodoxen Klöstern wird die Trapesa, der Essraum (griechisch τράπεζα, russisch трапеза), als Gegenpol zum Katholikón, dem Gebetsraum, betrachtet. Idealerweise drückt sich das auch in der Architektur aus, indem beide Gebäude auf einer Achse liegen. Vom erhöhten Platz des Abtes in der Trapesa kann dieser bei geöffneten Türen bis zur Königstür der Ikonostase im Katholikon blicken. Die Wände der Trapesa sind bemalt, was den Raum kirchenartig wirken lässt. Die Tische der Mönche haben traditionell die Gestalt des griechischen Buchstabens Sigma (bzw. eines Halbkreises), mit der Rundung zur Wand und der geraden Seite zum Mittelgang, sodass sie für die Tischdiener gut erreichbar sind. Um den Tisch zieht sich eine entsprechend gebogene Bank. Die Tischplatte kann eine umlaufende Rinne haben, die der einfachen Reinigung dient. 
Die Ausmalung des Essraums ist von der Tradition vorgegeben und verbindet verschiedene Speisungsperikopen der Bibel:

„Male zuerst in die Kuppel über dem Tisch des Abtes das mystische Mahl. Und außerhalb der Kuppel an den Seiten die Verkündigung der Gottesgebärerin. Und ringsherum die Wunder des Herrn: Christus speist mit den Zöllnern, die Apostel reißen die Ähren aus, Christus segnet die fünf Brote, Marthas Gastfreundschaft, Christus bricht in Emmaus das Brot, Christus auf dem Meer von Tiberias, und Parabeln, welche du willst […] (Malerhandbuch)“

## Westkirchliche Tradition

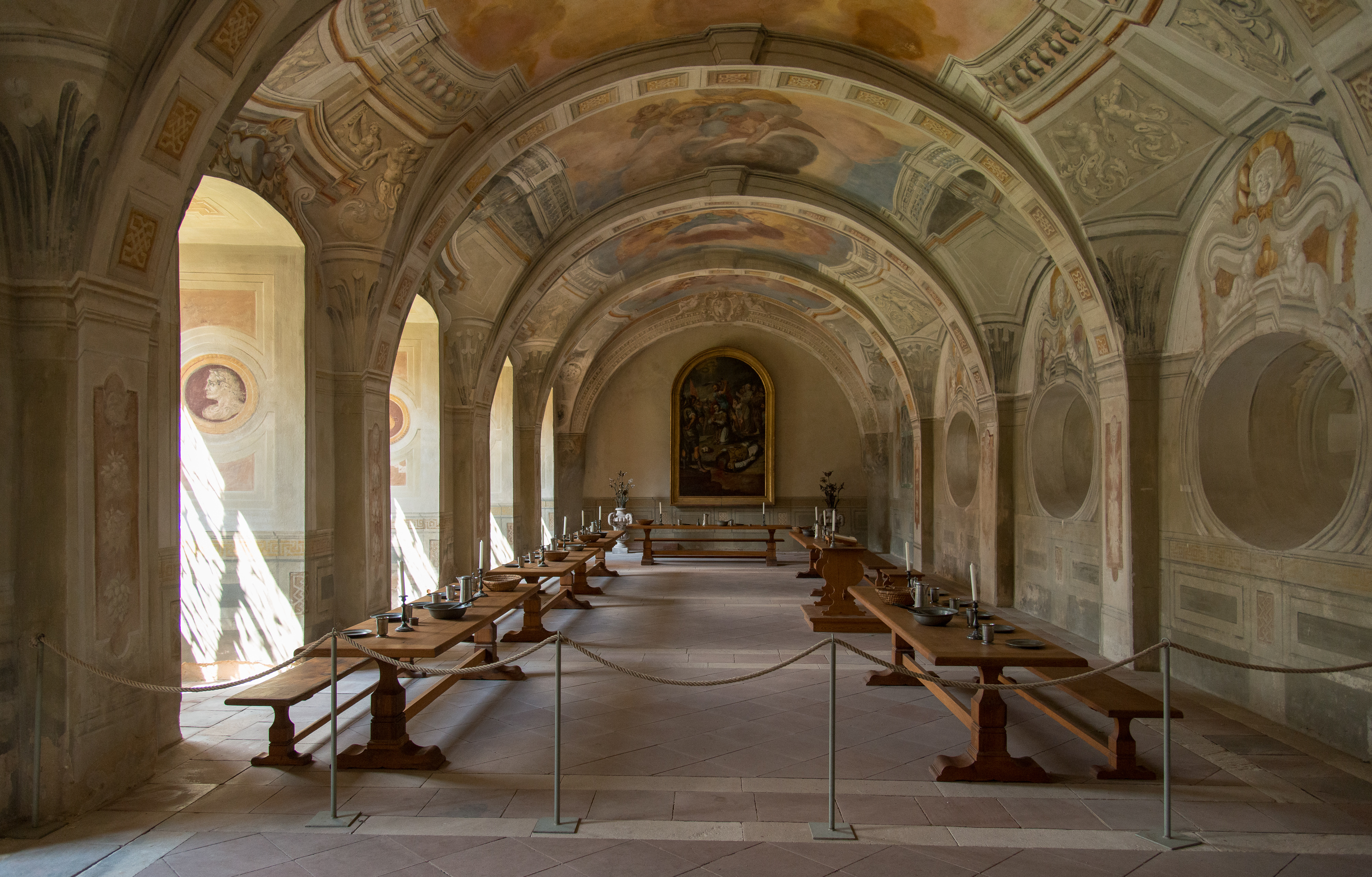
Sommerrefektorium im Kloster Seligenstadt (St. Marcellinus und Petrus).

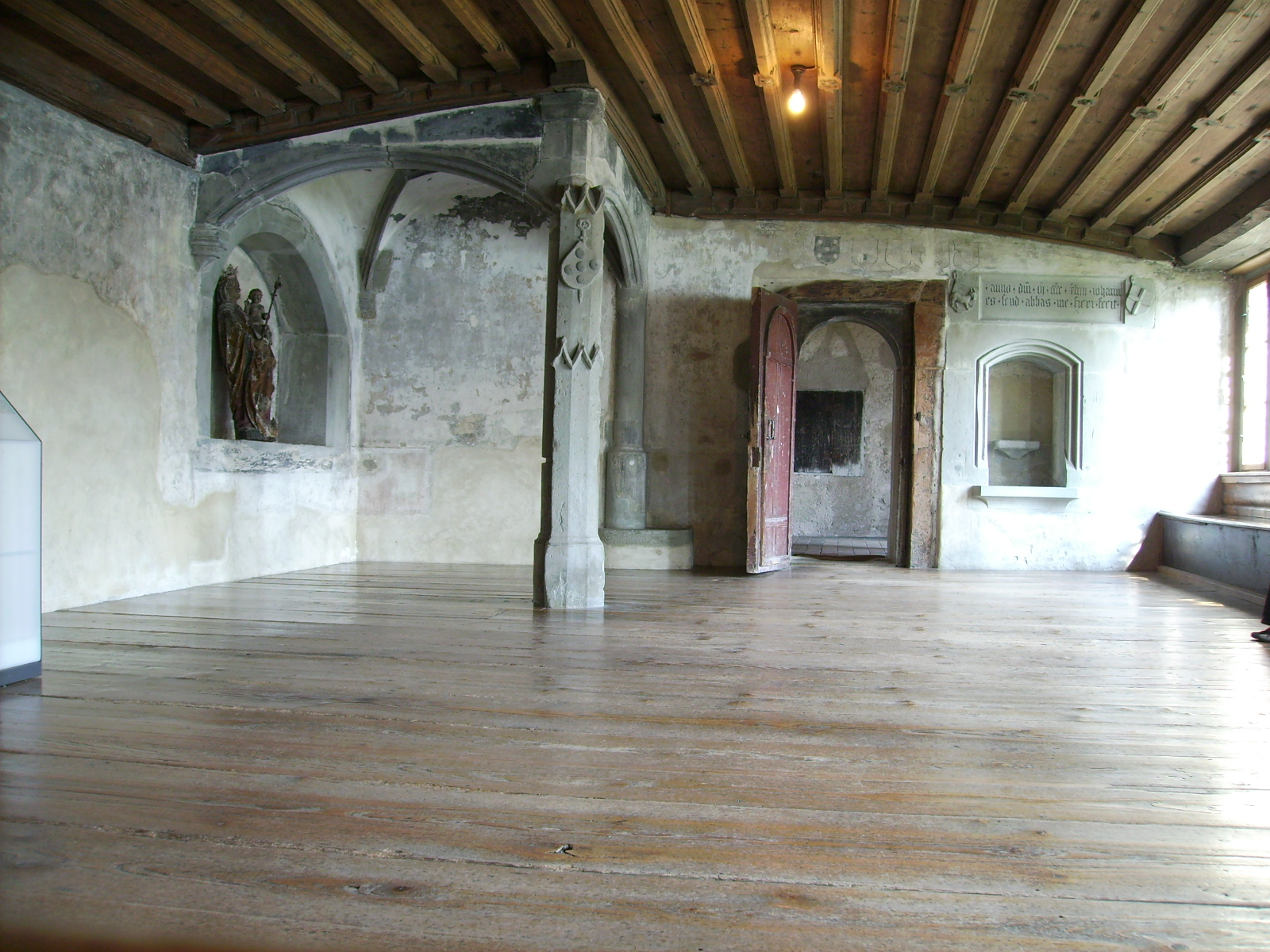
Winterrefektorium im Kloster St. Georgen. Unter dem steinernen Baldachin links stand ein Ofen, der vom Vorraum aus befeuert werden konnte. Die Wandnische rechts diente zur Aufstellung eines Lavabos.

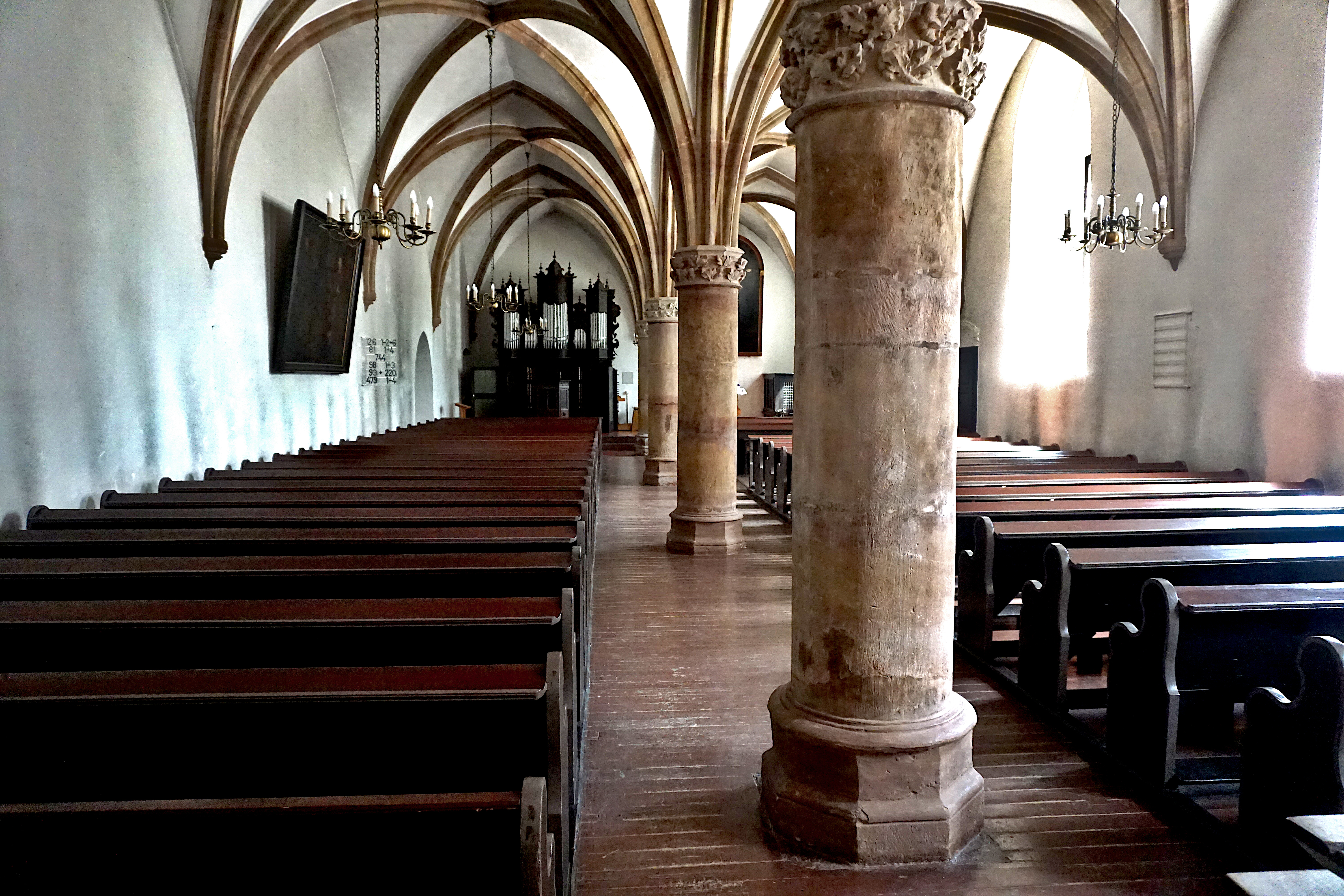
Ehemaliges Winterrefektorium im Kloster Haina. Heute Winterkirche.

Der Klosterplan von St. Gallen zeigt, dass auch im frühmittelalterlichen Mönchtum benediktinischer Prägung Refektorium und Kirche (bzw. oratorium) in besonderer Beziehung zueinander stehen, und zwar sind sie parallel gebaut. In einem Zisterzienserkloster dagegen befindet sich das Refektorium quer zur Kirche am Kreuzgang. Die innerstädtischen Bettelordensklöster passten sich den jeweiligen örtlichen Gegebenheiten an. Das Refektorium wird lediglich durch seine repräsentativen Formen als besonderer Raum hervorgehoben.
Ettal und Neresheim als Barockklöster bringen die Entsprechung von Kirche und Refektorium durch die Verwendung ähnlicher architektonischer Elemente zum Ausdruck.
Ein festes Bildprogramm wie in der Orthodoxie entwickelte sich im Westen für die Ausmalung der Refektorien nicht. In Italien wurden in der Renaissance allerdings viele Refektorien mit Fresken des Letzten Abendmahls ausgemalt.
Zeitweise gab es in einigen Klöstern, wie etwa bei den Benediktinern oder Zisterziensern, getrennte Refektorien für Kleriker und Konversen bzw. Chor- und Laienschwestern. Besonders im Barock gab es außerdem häufig ein heizbares Winter- und ein oft nicht heizbares Sommerrefektorium, die meist prunkvoll ausgeschmückt waren (beispielsweise im Stift Geras). Diese Trennungen gibt es heute üblicherweise nicht mehr.
Manchmal gibt es eigene Speisesäle für Gäste. In manchen Klöstern gab bzw. gibt es auch einen gesonderten Speisesaal des Abtes zur Bewirtung besonderer Gäste.
In manchen Klöstern werden die Mahlzeiten von den Ordensleuten schweigend eingenommen, dabei werden oftmals in der Tischlesung Abschnitte aus dem Nekrologium des Klosters, dem Martyrologium, der Ordensregel, geistliche oder weltliche Literatur oder auch Nachrichten aus der Presse vorgelesen.
Berühmte Refektorien gibt es z. B. in der Marienburg und im Dreifaltigkeitskloster von Sergijew Possad.
In Bethel in Bielefeld gibt es einen Remterweg.